# Chiesa di San Domenico (Altamura)
La chiesa di San Domenico è un luogo di culto cattolico di Altamura sulla piazza Zanardelli, accanto al liceo classico Luca de Samuele Cagnazzi storicamente convento dei frati domenicani.

## Storia
La chiesa si erge in piazza Giuseppe Zanardelli  e fa parte del complesso monastico eretto tra il Cinquecento ed il Settecento dai monaci dell'Ordine dei domenicani intorno ad un nucleo già esistente costituito dalla chiesa di San Rocco di cui resta una statua, risalente al XVIII secolo. La chiesa fu edificata nel 1716 e intitolata al santo.
La facciata in tufo della chiesa ha subito nel corso della storia alcuni interventi ed ancora è in parte incompiuta nella parte superiore. Il convento nel XIX secolo è stato, prima, seminario e, poi, convitto. Le sale del convento ospitano l'ABMC (Archivio Biblioteca Museo Civico) e il liceo classico Luca de Samuele Cagnazzi.

## Descrizione
La chiesa di San Domenico è un esempio di barocco pugliese e si distingue per un'importante cupola alta 37 metri decorata con piastre in maiolica, per la pavimentazione, anch'essa in maiolica e cotto e per gli altari del Settecento attribuiti a Crescenzo Trinchese.